# Campanula dolomitica
Campanula dolomitica là loài thực vật có hoa trong họ Hoa chuông. Loài này được E.A.Busch mô tả khoa học đầu tiên năm 1930.